# Sympetrum meridionale
El Pixaví meridional (Sympetrum meridionale) és una espècie d'odonat anisòpter de la família Libellulidae.

## Descripció
Els adults fan uns 35-40 mil·límetres de llargada. L'envergadura alar assoleix 52-60 mil·límetres.
L'abdomen dels mascles adults és de color taronja vermellós, sense punts negres en els segments. Els costats del tòrax són de color marró groguenc. Les femelles adultes són molt similars als mascles, però el color de fons és més groc. Les ales són hialines, amb el pterostigma groc o marró pàl·lid.

## Distribució
Aquesta espècie és present dins la major part del sud d'Europa.
És una espècie present a Catalunya i a la península Ibèrica.

## Cicle de vida i hàbitat
El seu cicle de vida dura dos o tres anys. Poden ser trobats des de maig fins a mitjans d'octubre al voltant d'aigües poc profundes amb vegetació, on es desenvolupen les larves.

## Galeria

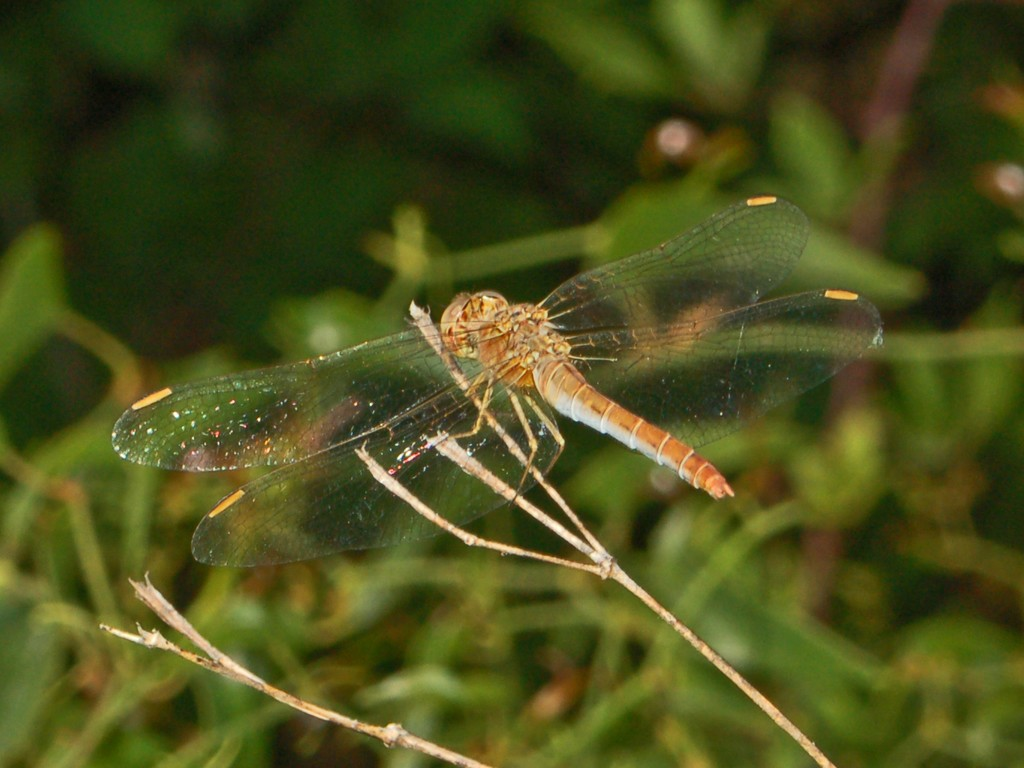
Femella
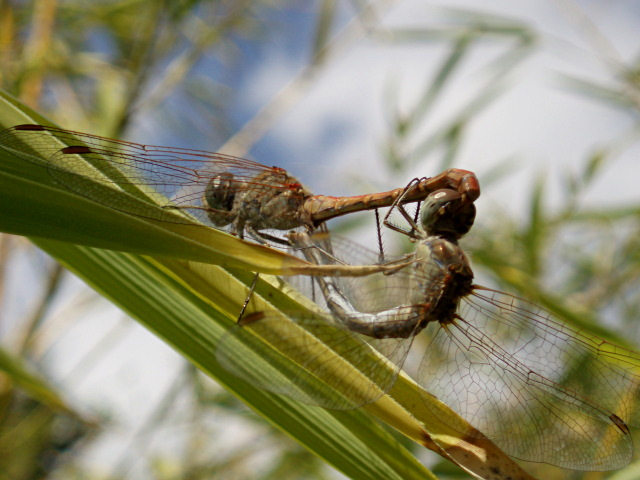
Còpula
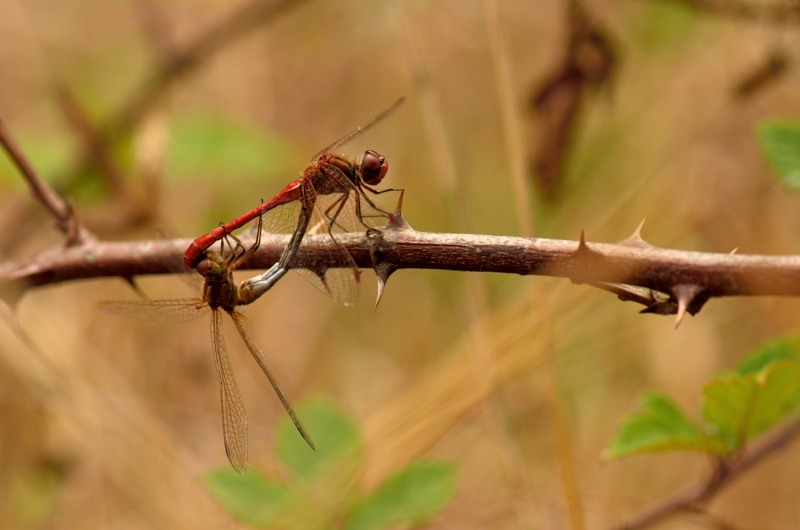
Còpula